# H (латиниця)
H, h — восьма літера латинського (українською називається «га» або «аш») та англійського (під назвою «ейч») алфавітів.

## Історія
Походить від грецької літери Η, η («ета»), що в багатьох давньогрецьких діалектах первісно вживалась для позначення глухого гортанного фрикативного звука /h/. Саме з таким фонетичним змістом вона була запозичена у VIII ст. до н. е. до етруської і інших італьських абеток, які лягли в основу латинської.

## Назва
Традиційна українська назва цієї літери «га» походить з німецької традиції (МФА: [haː]), а назва «аш» запозичена з французької мови, де вона називається ache ([aʃ]). Щодо походження французької назви існують дві версії. Згідно з першою, у класичній латинській її називали [ˈaha], у народній латині вимова змінилася на [ˈaka], у старофранцузькій — на [atʃ], що й дало сучасне [aʃ]. Відповідно до другої, первісна французька назва hache походить від лат. haca чи hic. На думку А. С. Лібермана, трапилося злиття двох архаїчних абеткових порядків, в одному з яких за H йшла безпосередньо літера K, у другому ці літери не стояли поруч. Тобто, раніший порядок …, H, K, L,… ([…(h)a ka el …]), бувши замінений …, H, L,…, зберіг для H вимову [(h)a ka].
В абетках мов світу може називатися по-різному. Англійська назва aitch ([eɪtʃ]) чи haitch ([heɪtʃ]) походить через середньоанглійське [aːtʃ] від старофранцузького [atʃ]. Поширений зараз варіант вимови [heɪtʃ] вважається гіперкорекційним: за аналогією до назв інших літер, що містять у собі передаваний ними звук. У німецькій абетці назва літери вимовляється як [haː], в іспанській — hache (['atʃe]), у португальській — agá ([aˈɣa] чи [ɐˈɡa]), у польській — ha ([xa]).

## Використовування
В міжнародному фонетичному алфавіті різні форми написання цієї літери позначають два звуки. Мала літера [h] позначає глухий гортанний фрикативний, а велика [ʜ] — глухий надгортанний фрикативний. Надрядкове написання [ʰ] позначає аспірацію.
У польській мові літера h або сполучення літер ch передає глухий м'якопіднебінний фрикативний [x] за винятком слів, що починаються з префікса tysiąc- (напр. tysiąchektarowy).
У чеській і словацькій мовах ця літера передає дзвінкий гортанний фрикативний звук [ɦ].
В англійській мові h може виступати як самостійна графема або в різних диграфах. Як самостійна графема, літера h або не читається (наприклад, у складах ah, ohm,), або вимовляється як глухий [h]. У диграфах H зустрічається: ch ([tʃ], [ʃ], [k], або [x]), gh (не читається, [ɡ], або [f]), ph ([f]), rh ([r]), sh ([ʃ]), th ([θ] або [ð][джерело?].
В німецькій мові після голосної вона зазвичай не читається, але позначає подовження голосної, в інших випадках читається як глухий [h][джерело?]. Так, наприклад у слові нім. erhöhen читається лише перша h.
В італійській мові h не має фонологічного значення. Найважливішим її використанням є розрізнення певних коротких слів, наприклад деякі форми теперішнього часу дієслова avere («мати») (наприклад, hanno — «вони мають», на противагу anno — «рік»), в коротких вигуках (oh, ehi), і диграфах ch [k] та gh [ɡ].
У латинізованому запису грецьких слів h використовується для передачі «грубого» придиху на початку слів (який в оригінальній графіці позначає діакритик дасія), а також у складі диграфів th — для передавання θ, ph — для передавання φ і rh — для передавання ρ на початку слів (яка в давньогрецькій вимовлялася з грубим придихом).

## Інше використовування

### Велика літера
- У хімії — позначення водню.
- В органічній хімії — позначення амінокислоти гістидину.
- У музиці — літерне позначення ноти сі.

### Мала літера
- У фізиці — позначення сталої Планка.

## Способи кодування
| Фонетичний алфавіт НАТО   | Фонетичний алфавіт НАТО | код Морзе                       | код Морзе    |
| Hotel                     | Hotel                   | ····                            | ····         |
|                           |                         |                                 | ⠓            |
| Морський прапорний сигнал | Семафорна абетка        | Американська жестова мова (ASL) | Шрифт Брайля |

В юнікоді прописна H записується U+0048, а мала h — U+0068.
Код ASCII для великої H — 72, для малої h — 104; або у двійковій системі 01001000 та 01101000, відповідно.
Код EBCDIC для великої H — 200, для малої h — 136.
NCR код HTML та XML — «&#72;» та «&#104;» для великої та малої літер відповідно.